# Bracteata

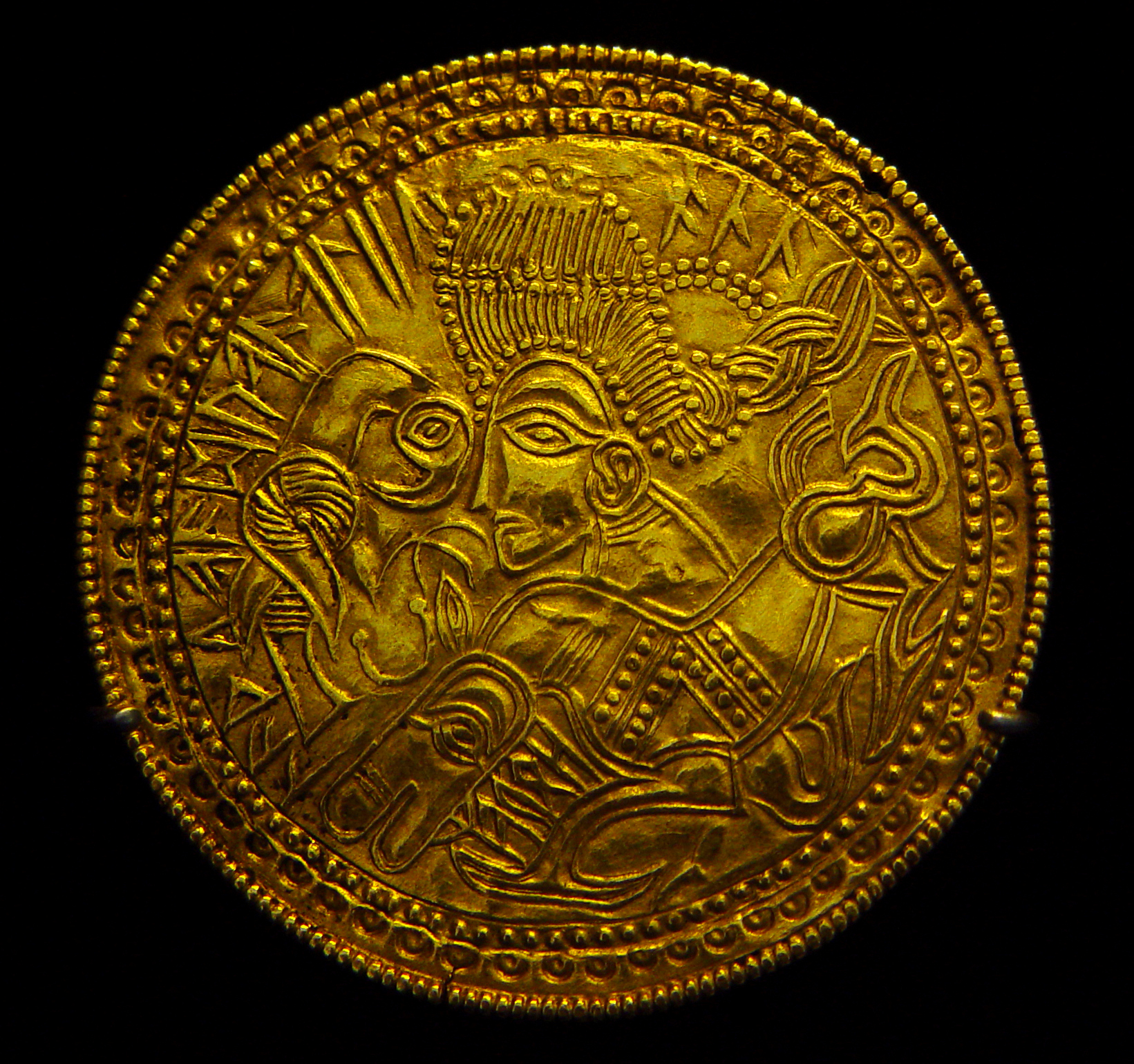
Bracteata DR BR42 que leva a inscrição «Alu» encontrada na ilha de Fiônia, na Dinamarca

Uma bracteata (em latim: bractea, peça fina de metal) é um tipo de medalha geralmente de ouro que era usado como ornamento na Europa Setentrional na idade do ferro germânica, principalmente durante a época das migrações bárbaras (incluída a era de Vendel na Suécia). O termo era usado também, posteriormente, para denominar a umas moedas de prata que se fabricaram na Europa central na primeira metade da idade média.

## Bracteatas de ouro da antiguidade tardia

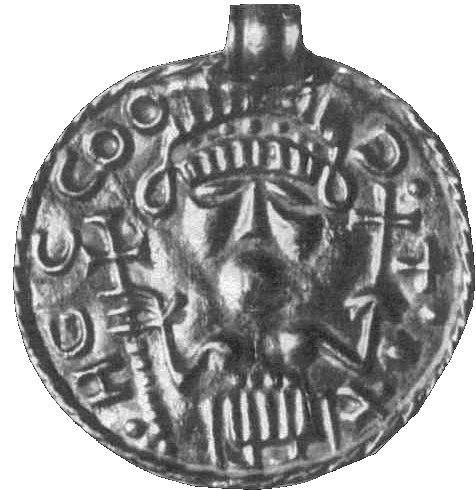
Bracteata B, B7 ou tipo "Fürstenberg", encontrado em Welschingen (IK 389), supõe-se que representa à divindade Frija-Friga

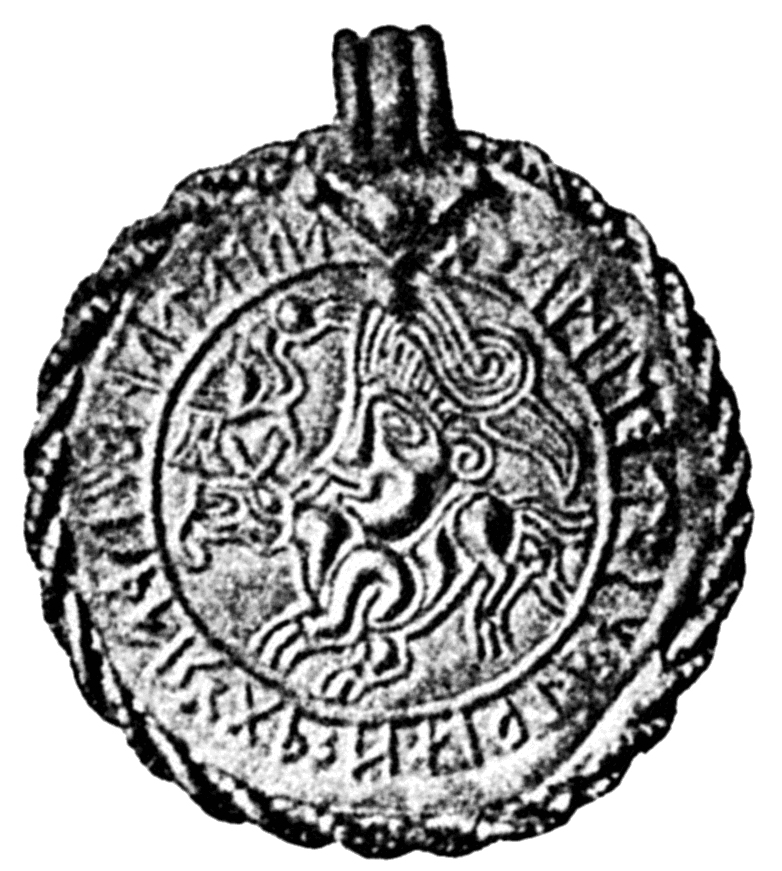
A bracteata de Vadstena, uma bracteata C típico

Denominam-se bracteatas de ouro o verdadeiro tipo de peças de joalheria realizadas principalmente entre os séculos V e VII pelos povos germânicos, que seguem vários modelos. A maioria estavam franzidos ou tinham um enganche para colocar um cordão já que costumavam estar destinados a luzir pendurados do pescoço, supostamente como amuleto. O ouro das bracteatas procedia geralmente das moedas pagas pelo império romano a seus vizinhos germânicos do norte para manter a paz.

### Motivos
Muitas bracteatas representam retratos dos reis germânicos governantes com penteados trançados às costas característicos e representações de personagens da mitologia germânica, influenciados em diversos graus pela forma de realizar moedas romanas, enquanto outros representam motivos completamente originais. A frequência com a que aparecem motivos da mitologia germânica faz achar que eram ícones para os praticantes do paganismo germânico que proporcionar-lhes-iam proteção ou eram usados para a adivinhações.
Com frequência a figura representada é um cavalo de oito patas, uma lança e aves, provavelmente em referência ao deus Wodan - além de outros aspectos da personagem que apareceriam posteriormente nas representações do século XIII do deus Odin, como na Edda poética. Por esta razão as bracteatas são objeto do estudo iconográfico do paganismo germânico. Várias bracteatas além disso mostram inscrições rúnicas (conhecem-se um total de 133 inscrições em bracteatas, sendo mais de uma terça parte de todas as inscrições existentes em futhark antigo). As bracteatas comumente levam como motivo decorativo esvásticas.

### Tipos
As bracteatas classificam-se em várias categorias com nome de letra segundo seus motivos decorativos, um sistema de classificação que foi criado em 1855 por Christian Jürgensen Thomsen e publicado num tratado de numismática dinamarquês chamado Om Guldbracteaterne og Bracteaternes tidligste Brug som Mynt e que o numismático sueco Oscar Montelius definiu formalmente em seu tratado Från jernåldern em 1869. Há sete tipos:
- bracteatas A (umas 88 peças): mostram a cara de uma pessoa, com as moedas do império romano como modelo;
- bracteatas B (umas 91 peças): mostram de uma a três figuras humanas de pé, sentadas ou de joelhos, com frequência acompanhadas de animais;
- bracteatas C (os melhor representados, com umas 413 peças): mostram a cabeça de um homem sobre um quadrúpede, acha-se que representam ao deus germánico Woden;[2]
- bracteatas D (umas 348 peças): mostram uma ou mais figuras muito estilizadas de animais;
- bracteatas E (umas 280 peças): mostram um trisquel de formas animais sob um círculo;
- bracteatas F (umas 17 peças): é um subgrupo das bracteatas D, que mostra uma figura de animal imaginário;
- bracteatas M (umas 17 peças): são imitações de duas caras dos medalhões imperiais romanos.

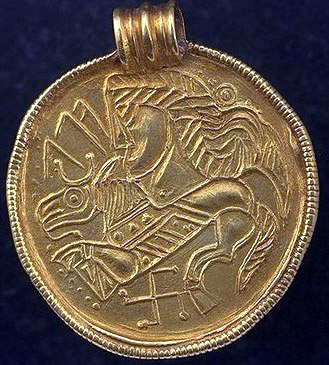
Bracteata de tipo A, com um busto de pessoa com penteado em tranças e com uma esvástica

### Catálogo de peças
Descobriram-se mais de 970 bracteatas da época das invasões germânicas dos tipos A, B, C, D e F. Dos quais 135 (aproximadamente 11%) levam inscrições rúnicas com caracteres do futhark antigo, que costumam ser muito curtas. As inscrições mais notáveis encontram-se na bracteata Seeland-II-C (que oferece proteção para a viagem a quem o leve), bracteata de Vadstena (que lista as letras do futhark antigo com uma inscrição supostamente mágica) e a bracteata de Tjurkö (com uma inscrição em verso escáldico).
A estes se acrescentam umas 270 bracteatas E, pertencentes ao período de Vendel e por isso são ligeiramente posteriores aos demais tipos. Realizaram-se só em Gotlândia, e enquanto as primeiras bracteatas eram todas feitas em ouro (exceto umas poucas peças inglesas) as bracteatas E são feitos em prata ou bronze.
Karl Hauck, o arqueólogo Morten Axboe e o runólogo Klaus Düwel trabalharam desde os anos 1960 para criar um catálogo completo de todos as bracteatas germânicos do período das invasões, com fotografias de alta resolução e desenhos. Publicaram em três volumes em alemão com o título Die Goldbrakteaten der Völkerwanderungszeit. Ikonographischer Katalog (As bracteatas do período das migrações. Catálogo iconográfico).

## Bracteatas da Idade Média

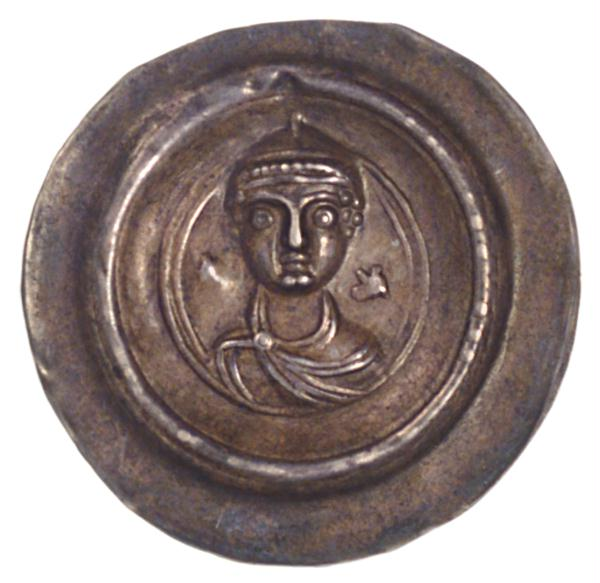
Bracteata de prata com o busto de Otão 1125

As bracteatas de prata medievais são diferentes das bracteatas do período das invasões germânicas e foram o principal tipo de moeda medieval nas regiões germanas, exceto Renânia, Vestfália e a região do Reno médio. Começaram a serem cunhadas ao redor de 1130 em Saxônia e Turíngia e saíram de circulação ao redor de 1520. Em alguns cantões de Suíça foram cunhadas moedas similares às bracteatas como os rappen, heller e angster durante o século XVIII.
Em algumas regiões, as bracteatas foram desacreditadas (“verrufen”) em intervalos regulares (em Magdeburgo no século XII, duas vezes por ano), pelo que tiveram que ser trocadas por bracteatas novas. Durante este processo, quatro moedas antigas tiveram que ser mudadas, por exemplo, por três novas. A perda da quarta moeda era conhecida como o dinheiro de impacto (“Schlaggeld”) e foi com frequência o único imposto que recolhiam os governantes (Renovatio monetae). O dinheiro de impacto gerou o efeito de aumentar a velocidade da circulação do dinheiro. Através da desacreditação, o dinheiro resultou pouco atraente como ativo e sua função como meio de trocas universal foi reforçada (função dupla de dinheiro). Acumular ativos monetários (bracteatas) foi considerado pouco interessante, pelo que se reforçou o investimento em propriedade, o que gerou uma busca de artesanato e as Artes.
O resultado deste processo foi o período de desenvolvimento mais importante na história alemã. Nesse momento, as diferenças sociais eram tão equilibradas como depois nunca mais se conseguiu no curso histórico.
As bracteatas de prata medievais podiam ser grandes, mas a maioria media uns 15 milímetros de diâmetro e pesavam ao redor de 1 grama.